# Laxita sawaja
Laxita sawaja är en fjärilsart som beskrevs av Hans Fruhstorfer 1914. Laxita sawaja ingår i släktet Laxita och familjen Riodinidae. Inga underarter finns listade i Catalogue of Life.